# Douglas Engelbart

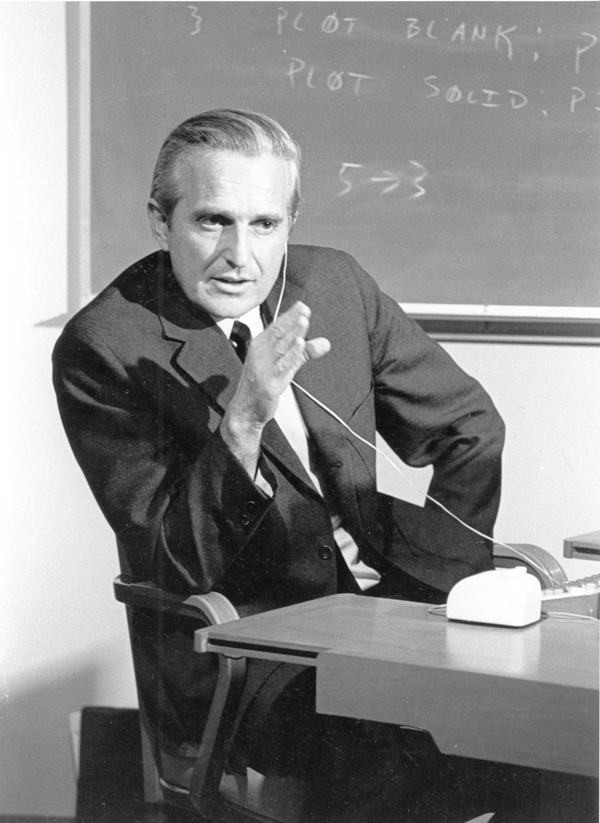
Engelbart 1968-ban

Douglas Carl Engelbart (Portland, Oregon, 1925. január 30. – Atherton, Kalifornia, 2013. július 2.) amerikai mérnök és feltaláló. Legendás informatikai és internetes szakember volt, aki az ember és számítógép közötti interakciókra irányuló kutatásaival vált ismertté. Nevéhez fűződik a számítógépeknél használt egér feltalálása, a hiperszöveg rendszerek alapjainak fejlesztése és a grafikus felhasználói felületek előfutárainak kidolgozása.

## Életpályája
1948-ban villamosmérnöki diplomát szerzett. Ezt követően a Berkeley egyetemen tanult tovább, ahol villamosmérnöki karon doktori fokozatot szerzett, és egy ideig tanított is ott. Már ekkor érdekelte az ember-gép kapcsolat, kutatásai számos szabadalmat hoztak számára. 1957-ben átkerült a Stanford Research Institute-ra.
Engelbart, hogy megkönnyítse a számítógépek használatát, úgy gondolta, hogy kell egy olyan eszköz, amellyel az emberek kényelmesebben tudnak dolgozni, egy eszköz amellyel a mutatót a képernyőn mozgatni lehet. Akkor már létezett a botkormány és a fényceruza, de ezeket nem tartotta elég hatékonynak. Ez az új eszköz, amely nélkül ma szinte nem is lehetne számítógépet használni, az általa tervezett egér lett, amelyet kezdetben "x-y pozicionálónak" nevezett. 
Az első egerek még fémkarikával működtek, és csak később cserélték ezt golyóra. Később az az igény is felmerült, hogy az egeret ne kelljen vezetékkel kapcsolni a géphez. Ma már az infravörös és a vezeték nélkül egerek a legelterjedtebbek.
Engelbart tevékenységéért megkapta a rangos Turing-díjat, az 500 ezer dolláros MIT-Lemelson díjat, majd az IEEE Neumann János-díját.
Első feleségétől, aki 1997-ben halt meg, négy gyereke született. Második feleségét 2008-ban vette el. Kilenc unokája van.